# Daniel Vacula
Daniel Vacula (* 26. září 1976) je bývalý profesionální český fotbalový záložník či útočník.

## Hráčská kariéra
Zlínský odchovanec byl v brněnském širším kádru v sezoně 1995/96, v nejvyšší soutěži však nenastoupil.
Ve druhé nejvyšší soutěži hrál na podzim 1997 za FC SYNOT Staré Město a na jaře 1999 za SK LeRK Prostějov. Celkem zasáhl do 7 druholigových utkání, v nichž neskóroval.
Ve třetí nejvyšší soutěži nastupoval za brněnské B-mužstvo, ratíškovický Baník (tehdy Kontakt Moravia), VTJ Znojmo (vojna), FC Elseremo Brumov a FC VMG Kyjov. V nejvyšší moravské soutěži dal celkem 17 branek.

### Nižší soutěže
V divizi (sk. D) hrál za Brumov (jaro 1998 a podzim 1998), FC TVD Slavičín (jaro 2005 – 2009), ČSK Uherský Brod (2009 – podzim 2010) a TJ FS Napajedla (jaro 2011).
Na jaře 2003 pomohl Týništi nad Orlicí k postupu z Přeboru Královéhradeckého kraje do divize (sk. C), kterou zde hrál v sezoně 2003/04 a na podzim 2004.
Od sezony 2011/12 hraje za Slováckou Viktoriu Bojkovice (I. B a I. A třída Zlínského kraje).

### Evropské poháry
V sobotu 15. července 1995 nastoupil za Boby Brno v utkání Poháru Intertoto na hřišti rumunského klubu Ceahlăul Piatra Neamț (prohra 0:2).

## Ligová bilance
| Ročník                  | Zápasy | Góly | Minuty | Klub                 |
| ----------------------- | ------ | ---- | ------ | -------------------- |
| MSFL 1994/95            | –      | 1    | –      | FC Boby Brno „B“     |
| MSFL 1995/96            | –      | 3    | –      | FC Boby Brno „B“     |
| MSFL 1995/96            | –      | 0    | –      | SK KM Ratíškovice    |
| MSFL 1996/97            | –      | 2    | –      | VTJ Znojmo           |
| II. liga 1997/98        | 4      | 0    | –      | FC SYNOT Staré Město |
| II. liga 1998/99        | 3      | 0    | –      | SK LeRK Prostějov    |
| MSFL 1999/00            | –      | 0    | –      | FC Elseremo Brumov   |
| MSFL 2000/01            | –      | 0    | –      | FC Elseremo Brumov   |
| MSFL 2000/01            | –      | 2    | –      | FC VMG Kyjov         |
| MSFL 2001/02            | –      | 7    | –      | FC VMG Kyjov         |
| MSFL 2002/03            | –      | 2    | –      | FC VMG Kyjov         |
| CELKEM II. LIGA         | 7      | 0    | –      |                      |
| CELKEM III. LIGA – MSFL | –      | 17   | –      |                      |